# Gabriel Høyland
Gabriel Høyland (Bryne, 10 febbraio 1955) è un allenatore di calcio ed ex calciatore norvegese, di ruolo attaccante.

## Biografia
È il prozio (zio della madre) di Erling Haaland.

## Carriera

### Giocatore

#### Club
Høyland giocò nel Bryne dal 1970 al 1986, contribuendo ai secondi posti finali della squadra nel 1980 e nel 1982. Giocò 596 incontri per la prima squadra, con 168 reti realizzate.

#### Nazionale
Høyland disputò 23 incontri per la Norvegia, primo dei quali datato 8 agosto 1974, quando entrò in campo nel corso della sfida persa per 2-1 contro la Svezia. La prima delle 3 reti realizzate, invece, arrivò il 18 giugno 1975, nel pareggio per 1-1 contro la Finlandia.

### Allenatore
Fu allenatore del Bryne nel 2001 e nel 2009.